# Parc provincial Quetico
Le parc provincial Quetico (anglais : Quetico Provincial Park) est un parc provincial de l'Ontario située à l'ouest de la province, près de la frontière américaine.  Ce parc de 4 758 km2 créée en 1909 est géré par Parcs Ontario.

## Géographie
Le parc provincial Quetico longe la frontière entre le Canada et les États-Unis le long de la rivière Pigeon.

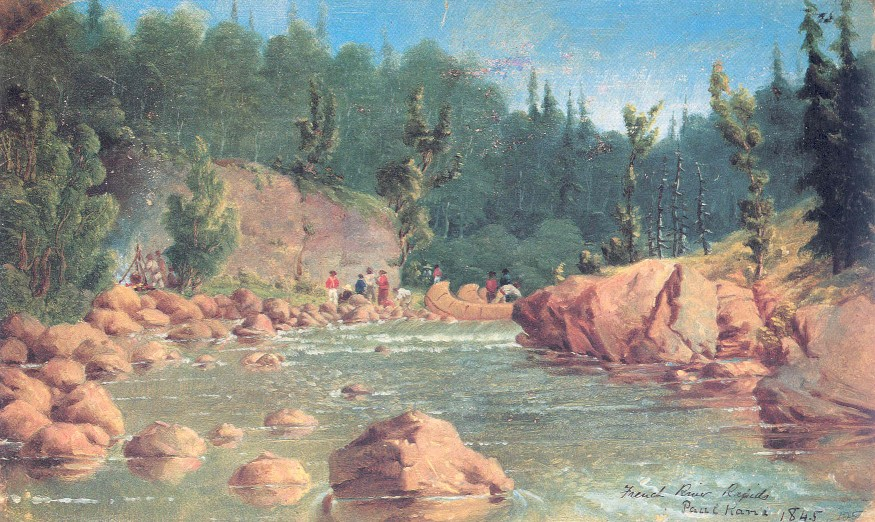
Rapides de la Rivière des Français, par Paul Kane, 1845.